# Pedicularis humilis
Pedicularis humilis är en snyltrotsväxtart som beskrevs av Bonati. Pedicularis humilis ingår i släktet spiror, och familjen snyltrotsväxter. Inga underarter finns listade i Catalogue of Life.